# خط ۷ متروی پاریس
خط ۷ متروی پاریس (انگلیسی: Paris Métro Line 7) یکی از خطوط متروی پاریس است.
این خط که در سال ۱۹۱۰ تأسیس شده دارای ۳۸ ایستگاه و ۲۲٫۴ کیلومتر طول می‌باشد.